# Eitan Azulay
Eitan Azulay (in ebraico איתן אזולאי‎?; Parigi, 26 maggio 2002) è un calciatore israeliano, centrocampista del Maccabi Haifa.

## Carriera

### Nazionale
Nel 2023 è stato convocato, con la nazionale Under-21 israeliana, per l'Europeo di categoria.

## Statistiche

### Presenze e reti nei club
Statistiche aggiornate al 20 giugno 2023.
| Stagione                   | Squadra                    | Campionato                 | Campionato | Campionato | Coppe nazionali | Coppe nazionali | Coppe nazionali | Coppe continentali | Coppe continentali | Coppe continentali | Altre coppe | Altre coppe | Altre coppe | Totale | Totale | Totale |
| Stagione                   | Squadra                    | Comp                       | Pres       | Reti       | Comp            | Pres            | Reti            | Comp               | Pres               | Reti               | Comp        | Pres        | Reti        | Pres   | Reti   |        |
| -------------------------- | -------------------------- | -------------------------- | ---------- | ---------- | --------------- | --------------- | --------------- | ------------------ | ------------------ | ------------------ | ----------- | ----------- | ----------- | ------ | ------ | ------ |
| giu.-lug. 2020             | Maccabi Petah Tiqwa        | LL                         | 6          | 0          | CI              | 1               | 0               | -                  | -                  | -                  | -           | -           | -           | 7      | 0      |        |
| 2020-2021                  | Maccabi Petah Tiqwa        | LHA                        | 19         | 0          | CI+TC           | 1+3             | 0               | -                  | -                  | -                  | -           | -           | -           | 23     | 0      |        |
| 2021-2022                  | Maccabi Petah Tiqwa        | LHA                        | 30         | 2          | CI+TC           | 4+5             | 0               | -                  | -                  | -                  | -           | -           | -           | 39     | 2      |        |
| Totale Maccabi Petah Tiqwa | Totale Maccabi Petah Tiqwa | Totale Maccabi Petah Tiqwa | 55         | 2          |                 | 14              | 0               |                    | -                  | -                  |             | -           | -           | 69     | 2      |        |
| 2022-2023                  | Maccabi Netanya            | LHA                        | 27         | 0          | CI+TC           | 6+1             | 0               | -                  | -                  | -                  | -           | -           | -           | 34     | 0      |        |
| Totale carriera            | Totale carriera            | Totale carriera            | 82         | 2          |                 | 21              | 0               |                    | -                  | -                  |             | -           | -           | 103    | 2      |        |

### Cronologia presenze e reti in nazionale
| Cronologia completa delle presenze e delle reti in nazionale ― Israele | Cronologia completa delle presenze e delle reti in nazionale ― Israele | Cronologia completa delle presenze e delle reti in nazionale ― Israele | Cronologia completa delle presenze e delle reti in nazionale ― Israele | Cronologia completa delle presenze e delle reti in nazionale ― Israele | Cronologia completa delle presenze e delle reti in nazionale ― Israele | Cronologia completa delle presenze e delle reti in nazionale ― Israele | Cronologia completa delle presenze e delle reti in nazionale ― Israele |
| Data                                                                   | Città                                                                  | In casa                                                                | Risultato                                                              | Ospiti                                                                 | Competizione                                                           | Reti                                                                   | Note                                                                   |
| ---------------------------------------------------------------------- | ---------------------------------------------------------------------- | ---------------------------------------------------------------------- | ---------------------------------------------------------------------- | ---------------------------------------------------------------------- | ---------------------------------------------------------------------- | ---------------------------------------------------------------------- | ---------------------------------------------------------------------- |
| 10-10-2024                                                             | Budapest                                                               | Israele                                                                | 1 – 4                                                                  | Francia                                                                | UEFA Nations League 2024-2025 - 1º turno                               | -                                                                      | 67’                                                                    |
| 17-11-2024                                                             | Budapest                                                               | Israele                                                                | 1 – 0                                                                  | Belgio                                                                 | UEFA Nations League 2024-2025 - 1º turno                               | -                                                                      | 87’                                                                    |
| Totale                                                                 |                                                                        | Presenze                                                               | 2                                                                      |                                                                        | Reti                                                                   | 0                                                                      |                                                                        |

## Palmarès

### Club

#### Competizioni nazionali
- Liga Leumit: 1

Maccabi Petah Tiqwa: 2019-2020